# عملية العودة للوطن: كتابة تجربة زمن الحرب
عملية العودة للوطن: كتابة تجربة زمن الحرب هو فيلم وثائقي أمريكي لعام 2007 من إخراج ريتشارد إي. روبنز، والذي يصور حياة وتجارب الجنود الأمريكيين المقاتلين الذين شاركوا في حربي العراق وأفغانستان.

## إنتاج
يستند الفيلم إلى مجموعة من كتابات المحاربين القدامى الذين خدموا في حربي العراق وأفغانستان، بالإضافة إلى لقطات إخبارية وصور فوتوغرافية. وتتضمن هذه الكتابات مجلات ورسائل وشعرًا ومقالات، جمعها الصندوق الوطني للفنون ونشرها مسبقًا في مختارات عملية العودة للوطن: العراق وأفغانستان والجبهة الداخلية، بكلمات القوات الأمريكية وعائلاتهم ، حرره المؤلف أندرو كارول وصدر في البداية عن دار رندم هاوس، ثم عن مطبعة جامعة شيكاغو. يتكون الفيلم أيضًا من تعليقات ومقابلات مع مؤلفين أدبيين مثل توبياس وولف وتيم أوبراين وأنتوني سووفورد وباول فوسيل وجيمس سالتر.

## روابط خارجية
- عملية العودة للوطن: كتابة تجربة زمن الحرب على موقع IMDb (الإنجليزية)
- عملية العودة للوطن: كتابة تجربة زمن الحرب على موقع روتن توميتوز (الإنجليزية)
- عملية العودة للوطن: كتابة تجربة زمن الحرب على موقع أول موفي (الإنجليزية)
- عملية العودة للوطن: كتابة تجربة زمن الحرب على موقع بوكس أوفيس موجو (الإنجليزية)
- عملية العودة للوطن: كتابة تجربة زمن الحرب على موقع قاعدة بيانات الفيلم (الإنجليزية)
- عملية العودة للوطن: كتابة تجربة زمن الحرب على موقع ليتربوكسد (الإنجليزية)
- عملية العودة للوطن: كتابة تجربة زمن الحرب على موقع كينوبويسك (الروسية)